# Ghica

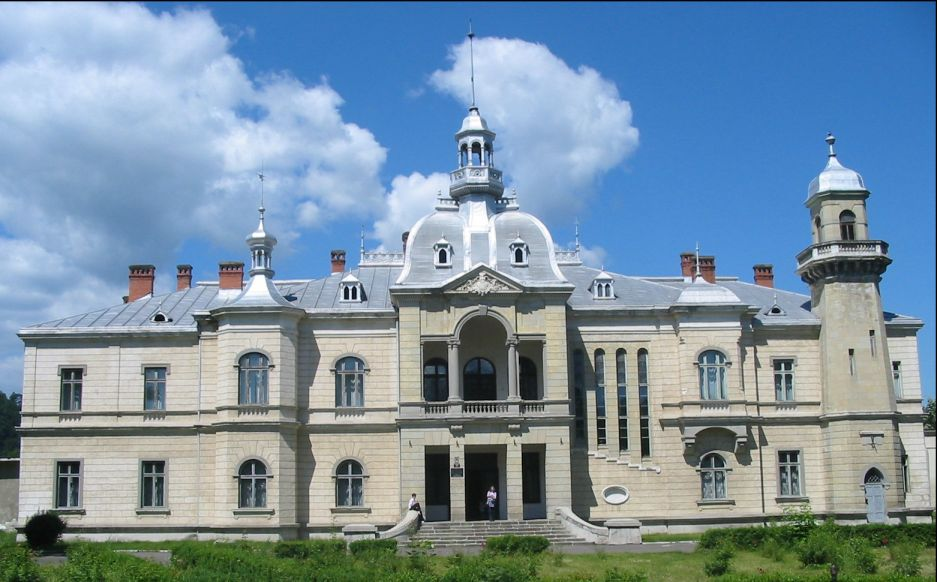
Pałac Ghików w Comăneşti (Rumunia)

Ghica, rumuński ród bojarski, którego przedstawiciele sięgali po trony hospodarskie Wołoszczyzny i Mołdawii od XVII do XIX wieku. 
Ród prawdopodobnie wywodzi się spośród Aromunów zamieszkujących Albanię. Pierwszym jego przedstawicielem w księstwach rumuńskich był Jerzy Ghica, który najpierw rozwinął działalność handlową w Stambule, a następnie trafił na dwór hospodara mołdawskiego Bazylego Lupu i został jednym z jego bliskich współpracowników, a następnie hospodarem mołdawskim i wołoskim. Jego syn Grzegorz I, hospodar wołoski, próbował prowadzić działania antytureckie (m.in. przeszedł na stronę polską podczas bitwy pod Chocimiem). W efekcie przebywał na emigracji, a po powrocie do Stambułu został prawdodpodobnie zamordowany.
Potomkowie Grzegorza pozostali w Stambule i się zhellenizowali. Włączywszy się w kręgi Greków fanariockich, którzy od XVIII wieku zdominowali trony hospodarskie z nadania sułtańskiego, Ghikowie ponownie otrzymali szansę sięgnięcia po tron hospodarski - w XVIII i XIX w. ośmiu członków rodu sprawowało rządy w księstwach rumuńskich (najwybitniejszymi wśród nich byli wnuk Grzegorza I, Grzegorz II, oznaczający się umiarkowaniem oraz talentem politycznym, oraz bratanek tego ostatniego Grzegorz III, który uruchomił pierwszy mołdawski uniwersytet, a w polityce zagranicznej oparł się na Rosji, doprowadził jednak do buntu bojarów i został zdetronizowany i zamordowany). 
Potomkowie rodu pełnili też funkcje premierów Rumunii (Ion oraz Dimitrie Ghica w latach 60. i 70. XIX w.), a wśród późniejszych jej przedstawicieli można znaleźć znanych rumuńskich pisarzy, polityków i naukowców. Z rodu tego pochodziła m.in. XIX-wieczna pisarka i publicystka Elena Gjika. 

## Literatura
- I. Czamańska, Ghica [w:] Słownik dynastii Europy, red. J. Dobosz, M. Seweryński, Poznań 1999, s. 136-139.
- J. Demel, Historia Rumunii, Wrocław 1970.